# Isabela z Croÿ
Isabela z Croÿ a Dülmenu (27. února 1856, Dülmen – 5. září 1931, Budapešť) byla rakouská šlechtična, rodem vévodkyně z Croÿ a jako manželka arcivévody Bedřicha Rakousko-Těšínského arcivévodkyně rakouská a těšínská kněžna.

## Život
Narodila se jako dcera vévody Rudolfa z Croÿ a princezny Natálie z Ligne.

### Manželství a potomstvo
V roce 1878 se v Hermitage v Belgii provdala za arcivévodou Bedřicha. Ženich byl v té době jedním z nejbohatších z rodu Habsburků díky dědictví po svém strýci a zároveň adoptivním otci Albrechtu Fridrichovi. Manželé měli devět dětí z nichž se jako poslední narodil jejich jediný syn Albrecht. Po roce 1918 se Isabela snažila dosadit svého syna na maďarský trůn. Pohřbena je ve farním kostele v Mosonmagyarováru v Maďarsku.

## Potomci
- 1. Marie Kristýna (17. 11. 1879 Krakov – 6. 8. 1962 Anholt)[4]
⚭ 1902 Emanuel ze Salm-Salmu (30. 11. 1871 Münster – 19. 8. 1916 Pinsk), padl v první světové válce[5]
- 2. Marie Anna (6. 1. 1882 Linec – 25. 2. 1940 Lausanne)[6]
⚭ 1903 Eliáš Parmský (23. 7. 1880 Biarritz – 27. 6. 1959 Friedberg), titulární parmský vévoda, hlava bourbonsko-parmské dynastie[7]
- 3. Maria Jindřiška (10. 1. 1883 Prešpurk – 2. 9. 1956 Mariazell)[8]
⚭ 1908 Gottfried z Hohenlohe-Schillingsfürstu (8. 11. 1867 Vídeň – 7. 11. 1932 tamtéž), generálmajor, rakousko-uherský velvyslanec v Německu během první světové války[9]
- 4. Natálie (12. 1. 1884 Prešpurk – 23. 3. 1898 tamtéž)[10]
- 5. Štěpánka (1. 5. 1886 Prešpurk – 29. 8. 1890 Ostende)[11]
- 6. Gabriela (14. 9. 1887 Prešpurk – 15. 11. 1954 Budapešť), svobodná a bezdětná[12]
- 7. Isabela (17. 11. 1888 Prešpurk – 6. 12. 1973 La Tour-de-Peilz)[13]
⚭ 1912 Jiří Bavorský (2. 4. 1880 Mnichov – 31. 5. 1943 Řím), princ bavorský, plukovník bavorské armády, roku 1921 vysvěcen na kněze, manželství bylo anulováno roku 1913[14]
- 8. Marie Alice (15. 1. 1893 Prešpurk – 1. 7. 1962 Halbturn)[15]
⚭ 1920 baron Friedrich Heinrich Waldbott von Bassenheim (10. 9. 1889 Tolcsva – 16. 12. 1959 Seefeld)[16]
- 9. Albrecht (24. 7. 1897 Weilburg – 23. 7. 1955 Buenos Aires), rakouský arcivévoda, titulární těšínský vévoda[17]
⚭ 1930 Irén Dóra Rudnay (22. 12. 1897 Subotica – 1. 12. 1985 Vídeň),[18] rozvod 1937[19]
⚭ 1938 Katalin Bocskay de Felsö-Bánya (1. 11. 1909 Szelevény – 1. 10. 2000 Šoproň), rozvod 1951[20]
⚭ 1951 Lydia Strauss-Dorner (1930–1998)[21]

## Vyznamenání
- dáma Řádu Terezy – Bavorské království[22]
- dáma Řádu svaté Alžběty – Bavorské království[22]
- dáma velkokříže Královského řádu za občanské zásluhy – Bulharské království[22]
- velkostuha Řádu Alžběty – Rakousko-Uhersko[22]
- dáma Řádu hvězdového kříže – Rakousko-Uhersko[22]
- Řád za zásluhy Červeného kříže I. třídy s válečným odznakem – Rakousko-Uhersko[22]
- dáma Řádu královny Marie Luisy – Španělsko[22]